# Hvarang

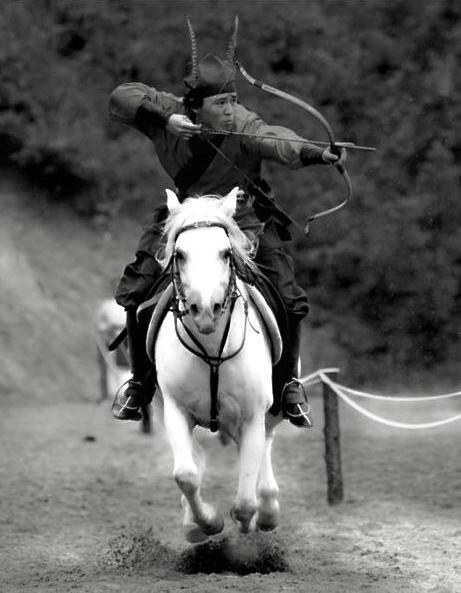
Hvarang hagyományőrző egy versenyen Dél-Koreában

A hvarang férfiakból álló elit alakulat volt Koreában, a 10. századig létező Silla királyságban. Ezek olyan oktatási intézmények és szociális klubok voltak, amelyekben a tagok főleg buddhizmussal és taoizmussal átitatott kultúrát és művészetet tanultak. Ezek a csoportok később inkább katonai jellegűekké váltak, ahogy a sillai udvar centralizálta a hatalmat és a három királyság egyesüléséért háborúzott. A hvarang Koreában hasonlót takar, mint Európában a lovag.

## A kifejezések jelentése
A hvarang szót leggyakrabban viráglovagoknak vagy virág fiataloknak szokták fordítani. A hva handzsa azt jelenti, hogy virág vagy virágzás. A rang szó fiút jelent, amelyet néha képzőként használtak Sillában a hivatalos rangokban. A hvarang szó azonban nem jelenti szó szerint, hogy az illető fiú vagy fiatal.
A hvarangot egy tanács vezette, amelynek tagjai voltak a királyi hercegnő (mint Vonszanghva), a Kukszon (nagymester), a Phungvolcsu (angol átírásban Pungwolju, jelentése főkapitány, ő biztosította a közvetlen, mindennapi vezetést), és a még élő korábbi főkapitányok.

## Történet

### Vonhva
Történelmi információk szerint azokat a nőket hívták vonhvának (원화, eredeti virágok), akik a hvarangok elődei voltak.A nők sokkal jelentősebb társadalmi szerepet töltöttek be a konfuciánus Korea előtti időben. Különösen Sillában, ahol három királynő is uralkodott. Két történeti könyv (amelyet szerzetesek írtak a három királyságról) állítása szerint, Dzsinhung király uralkodása alatt lánycsoportokat választott ki és taníttatott testvérségre, őszinteségre és hűségre. Azonban vonhva csapatban Nammo (南毛) és Dzsundzsong (俊貞) féltékenyek lettek egymásra, és amikor Dzsundzsong megölte riválisát, a Vonhva feloszlott.
A vonhva a továbbiakban a „Lovagrend patrónája” volt. Ez egy rangos címnek számított, amelyet több nő is viselt, buddhista apácák mellett a királyi család egyik hercegnője is.
A vonhva jelentése később megváltozott, a királyi udvar szépségeit vagy a kurtizánokat nevezték így.

### Alapító
A király aggódott, úgy gondolta meg kellene szilárdítani az országot, ezért kiadott egy rendeletet, melyben előírta, hogy attól kezdve csak jó családból származó fiúk tölthetik be ezt a szerepet, és átnevezte őket hvarangnak. Ez arra utal, hogy a hvarang eredetileg nem katona volt.
520-ban Bophung király elindította Sillában a kínai stílusú reformot, a golpum rendszert. 527-ben Silla hivatalosan is elfogadta a buddhizmust, mint államvallást. A hvarangok létesítményében megszigorították a szabályokat, és kiegészítették a rendszert, hogy a király és az arisztokrácia között harmónia legyen.

### Fejlődés
A királyság megszilárdítása és bővítése még intenzívebbé tette a katonák rivalizálását a három királyság között a 6. században. A hvarangok iránt Silla udvara mutatta a legnagyobb érdeklődést. A hvarang csapatok vezetői fiatal arisztokraták voltak, és az állam magas rangú tisztviselőt nevezett ki melléjük, aki felügyelte a szervezetet. 
Később a 6. és 7. században a kiképzés része volt a lovaglás, a kardvívás, a dárda- és kőhajítás, valamint a létramászás, de leginkább a kardtechnikákban voltak kiválóak. A 7. században a szervezet létszámában is jelentősen megerősödött, száz csapatot számlált.
A hvarangok nagy hatással voltak a buddhizmusra, a konfucianizmusra és a taoizmusra. Hivatalos kínai feljegyzések szerint ezek tisztes nemesi családok fiai voltak, kozmetikumokkal és finom ruhákkal, és az emberek tisztelték őket.

## Hierarchia
A Hvarang élén a nagymester (gukszon), mint szellemi vezető állt. Szintén szellemi vezetést láttak el a vonhvák (patrónák). A közvetlen irányítást a főkapitány (pulvongdzsu) biztosította. A kiképzés felügyelete a fő kiképzőtiszt (vonszanghva) feladata volt. Az említett tisztségek viselői az előző főkapitányokkal együtt alkották a Lovagrend Tanácsát.
A lovagrend tíz fő egységre oszlott, amelyek élén egy-egy kapitány állt. A tíz fő egység további alegységekre oszlott, amelyeket egy-egy lovag vezetett. Az ő irányítása alatt gyakoroltak, illetve harcoltak a fiatalabb apródok.

## Híres hvarangok
- Kim Jusin
- Kim Alcshon
- Kim Vonszul
- Kvancshang

## A filmművészetben
- A Silla királyság ékköve (2009, televíziós sorozat)
- Hwarang: The Poet Warrior Youth (2016-2017, televíziós sorozat)

## Fordítás
Ez a szócikk részben vagy egészben  a   Hwarang című angol Wikipédia-szócikk ezen változatának fordításán alapul.  Az eredeti cikk szerkesztőit annak laptörténete sorolja fel. Ez a jelzés csupán a megfogalmazás eredetét és a szerzői jogokat jelzi, nem szolgál a cikkben szereplő információk forrásmegjelöléseként.